# Puckelbron

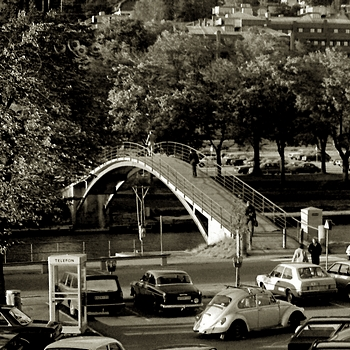
Puckelbron, Sundsvall sedd från Fisktorget på Selångeråns norra sida. 1970-talet.

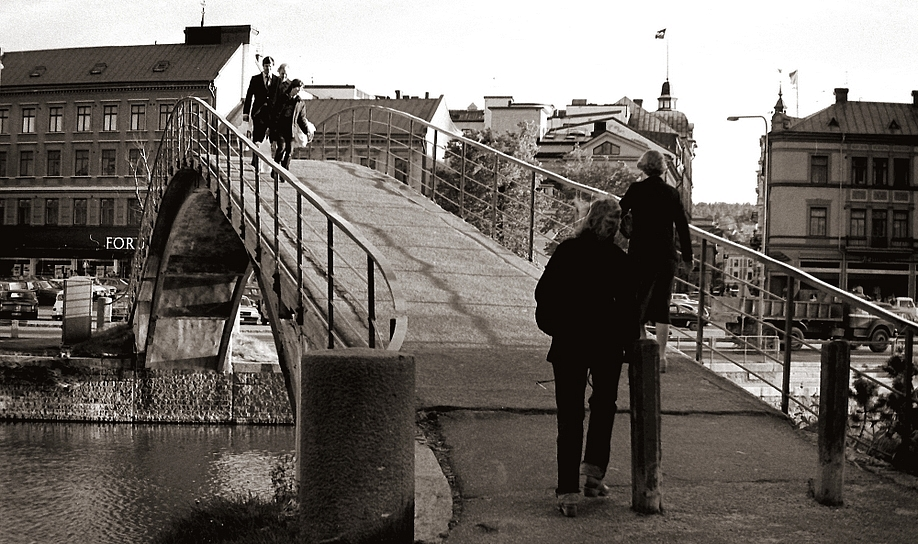
Puckelbron från Norrmalm, 1970-talet

Puckelbron är en balkbro i betong, som utgör Torggatans sträckning över Selångersån i centrala Sundsvall. Östra delen av bron används som förbindelseväg för bilar mellan Norrmalm och parkeringsplatsen på Fisktorget i Stenstan. Den återstående tredjedelen av bron är gång- och cykelväg. Sommartid smyckas bron med blommor på sidorna.

## Historia
Första Puckelbron uppfördes i samband med Konst och Industriutställningen 1882. Vårfloden 1919 förstördes den gamla Puckelbron i trä. I slutet av 1927 byggdes Puckelbron åter upp, denna gång i järn.
Denna bro byggdes sedan om under andra halvan av 1970-talet för att slutligen monteras ned 1990 och fraktas till fortsatt användning i Ånäsparken i Kovland. Den hade då i slutet av 1989 blivit ersatt av nuvarande bro för bil-, cykel- och gångtrafik, som hade byggts ett tjugotal meter längre uppströms.